# Domenico Berni Leonardi
Domenico Berni Leonardi OSA (* 26. Mai 1940 in Bedonia) ist emeritierter Prälat von Chuquibambilla.

## Leben
Domenico Berni Leonardi trat der Ordensgemeinschaft der Augustiner bei und empfing am 29. Juni 1966 die Priesterweihe. Papst Johannes Paul II. ernannte ihn am 29. März 1989 zum Prälaten der Territorialprälatur Chuquibambilla.
Der Apostolische Nuntius in Peru, Luigi Dossena, spendete ihm am 10. September desselben Jahres die Bischofsweihe; Mitkonsekratoren waren Antonio Giuseppe Angioni, Altbischof von Pavia, und Giovanni Volta, Bischof von Pavia.
Am 24. April 2018 nahm Papst Franziskus das Rücktrittsgesuch von Bischof Berni an.